# The Glass Slipper
The Glass Slipper é um filme de romance musical de 1955, dirigido por  Charles Walters para a Metro-Goldwyn-Mayer. É uma adaptação do conto de fadas "Cinderela", com música de Bronislau Kaper e números de dança do Balé de Paris. O filme foi exibido dividido em duas partes em 1967 no programa de antologia da TV norte-americana ABC-TV Off To See The Wizard.

## Elenco
- Leslie Caron...Ella / Cinderela (dublada por Juraciara Deácovo)
- Michael Wilding...Príncipe Charles (dublado por Celso Vasconcellos)
- Elsa Lanchester...Viúva Sonder  (Madrasta de Ella) (dublada por Nelly Amaral)
- Amanda Blake...Birdina (irmã de Ella) (dublada por Marlene Costa)
- Lisa Daniels...Serafina (Irmã de Ella) (dublada por Nair Amorim)
- Barry Jones...o Duque (Pai do Príncipe Charles) (dublado por Arthur Costa Filho)
- Estelle Winwood...Madame Toquet (dublada por Estelita Bell)
- Keenan Wynn...Kovin (amigo do Príncipe Charles) (dublado por Márcio Seixas)
- Lurene Tuttle...prima Lulu     (dublada por Selma Lopes)

## Sinopse
Ella, que alguns chamam de "Cinderela" por estar com o rosto sempre coberto de cinzas de carvão do fogareiro, é uma moça órfã que vive em um principado da Europa Central. Ela é feita de criada pela madrasta, a Viúva Sonder, e as duas filhas da mulher, Birdina e Serafina. Por se sentir rejeitada por todos, Ella se comporta mal e a ridicularizam quando conta que uma cartomante cigana contou à mãe (falecida quando a moça tinha três anos de idade) que um dia iria morar no palácio. Quando está triste, Ella vai até a floresta, à beira de um bonito riacho. Ali ela encontra a andarilha Madame Toquet e depois o recém-chegado Príncipe Charles, que diz ser o filho do mestre-cuca do palácio. O Príncipe se encanta com o jeito triste de Ella e lhe dá um convite para que vá ao baile, comemorativo da chegada dele. Ella se apaixona pelo monarca  mas não pode ir ao baile pois a madrasta não lhe dá um vestido, indo acompanhada apenas das duas filhas. Até que Madame Toquet aparece e ajuda Ella, vestindo-a com um vestido de baile "emprestado" de uma das irmãs. E uma carruagem, que ela conseguiu até a meia-noite fazendo um acordo com o cocheiro.

## Música
A trilha sonoroa foi composta por Bronislau Kaper e conduzida por Miklós Rózsa, com orquestrações de Robert Franklyn. Sessões adicionais de gravação foram conduzidas por Johnny Green. Helen Deutsch escreveu a letra da canção "Take My Love" para música de Kaper. Vocal do ator Michael Wilding com performance de Gilbert Russell.
A trilha sonora completa com inclusão de versões alternativas para os três números de balé de Kaper, foi lançada em 2005 como CD do selo Film Score Monthly.
A coreografia é de Roland Petit.

## Recepção
De acordo com a MGM o filme rendeu 1.363.000 de dólares nos EUA e Canadá e 1.589.000 de dólares em outros países, resultando num prejuízo de 387.000 dólares.